# William Whewell
William Whewell ([/ ˈhjuːəl/ hew-əl /], angleški polihistor, znanstvenik, filozof, teolog in zgodovinar znanosti, * 24. maj 1794, Lancaster, Anglija, † 6. marec 1866, Cambridge, Anglija.
Whewell je spadal v krog najpomembnejših in najvplivnejših osebnosti v Angliji v času 19. stoletja. Živel je v času specializacije znanosti, sam pa je ostal zvest smernicam prejšnje dobe, saj se je ukvarjal z vsem po malo. Obširno je pisal o številnih temah, vključno o mehaniki, mineralogiji, geologiji, astronomiji, politični ekonomiji, teologiji, matematiki, o reformah izobraževanja, mednarodnem pravu, arhitekturi, o zgodovini in hkrati filozofiji znanosti. Ukvarjal se je s poezijo in prevajal pesnika Goetheja. Napisal pa je tudi dela, ki so še vedno priznana v filozofiji, zgodovini znanosti in nravstveni filozofiji. Bil je eden od ustanovnih članov in predsednik Britanskega združenja za napredek znanosti, štipendist Kraljeve družbe, predsednik geološkega društva in dolgoletni Master of Trinity College, Cambridge (1841-1866). Njegova dela je priznavala večina znanstvenikov tistega časa, med njimi John Herschel, Charles Darwin, Charles Lyell in Michael Faraday. Slednji je zelo cenil njegove filozofske in znanstvene nasvete ter terminološko pomoč. Whewell je namreč izumil izraze kot so katoda, anoda in ion. Poleg tega pa je prvi začel uporabljati besedo znanstvenik. Pred tem je bil namreč v uporabi izraz prirodoslovec in človek znanosti (Man of Science). Na njegova dela so najbolj vplivali tako imenovani filozofski zajtrki, na katerih se je v času zime 1812 in pomladi 1813 srečeval s tremi študenti Univerze v Cambridgeu (Charles Babbage, John Herschel in Richard Jones). Na filozofskem področju je deloval predvsem v filozofiji morale in filozofiji znanosti, kjer se je problemsko ukvarjal z induktivnim sklepanjem.

### Otroštvo in šolanje
Whilliam Whewell se je rodil leta 1794, kot najstarejši izmed sedmih otrok tesarja Johna Whewella in pesnice Elizabeth Bennison, v Lancastru, Anglija. Ravnatelj lokalne gimnazije je že zgodaj opazil njegove intelektualne sposobnosti in mu ponudil brezplačno šolanje na klasični gimnaziji v Lancastru. Nekaj let kasneje je prepričal Williamovega očeta Johna, da je Williama vpisal na gimnazijo v Heversham, Westmorland, Anglija. V letih 1810-1812 je obiskoval gimnazijo Heversham, kjer je bil deležen dodatne pomoči in inštrukcij slepega matematika Johna Gougha. 
Leta 1812 je prejel štipendijo Kolidža Trinity v Cambrigeu, ki mu je omogočila večjo socialno mobilnost, nadaljevalni študij pa mu je omogočila fundacija socialne podpore. Leta 1812 je začel s šolanjem na Univerzi v Cambridgeu.

### Delovanje
Njegova mati Elizabeth Bennison je bila pesnica. Svoja dela je objavljala v krajevnem časopisu. Po njej je Whewell podedoval talent za poezijo. Leta 1814 je prejel nagrado za poezijo, Chancellor's Gold Medal for poetry, za njegovo epsko pesnitev Boadicea. Leta 1817 je postal predsednik Cambridge Union Society, leta 1820 pa je bil izvoljen za predsednika Kraljeve družbe (Royal Society). Leta 1825 je bil posvečen v duhovnika, kot je zahtevano za Trinity Fellows, naslednjega leta pa v diakona. Redno je pridigal v kapeli na Univerzi v Cambridgeu. Svoje pridige je objavil deset let kasneje v knjigi Sermons preached in the Chapel of Trinity College, Cambridge. V letih 1828-32 je bil profesor za mineralogijo, od leta 1838 do leta 1855 pa profesor filozofije (takrat imenovana moralna teologija).

### Smrt
Zadnja leta njegovega življenja so bila polna žalosti. Njegova žena Cordelia je umrla 18. decembra 1855 zaradi bolezni. Znova se je poročil in drugi zakon je trajal do leta 1865. 24. februarja 1865 je Whewell med ježo padel s konja, se hudo poškodoval in ostal paraliziran. Prepeljali so ga v Trinity, kjer je 6. marca 1865 umrl. Njegova zadnja želja je bila, da so z oken odstranili zavese, da se je lahko še zadnjič ozrl na dvorišče Trinity. Pokopan je na Mill Road pokopališču v Cambridgu skupaj s svojo prvo in drugo ženo, Cordelio Whewell in Everino Frances, Lady Affleck.
Njemu v čast so po njegovi smrti poimenovali krater Whewell na Luni, mineral whewellit, goro in ledenik na Antarktiki, gotska poslopja znana kot Whewell's Court in Trinity College, Cambridge in galerijo mineralov The Whewell Mineral Gallery in the Sedgwick Museum of Earth Sciences, Cambridge.

## Delo

### Splošno
Med letoma 1835 in 1861 je Whewell delal na področju filozofije, morale in politike. Deli Sestavine morale (Elements of Morality) in Država (Polity) sta bili objavljeni leta 1845. Posebnost slednjega dela je bila, da je pisal z vidika univerzalnih pravic človeka in o kardinalnih krepostih (dobrohotnost, pravičnost, resnica, čistost in red). Med mnogimi ostalimi deli, je vredno omeniti: astronomsko razpravo, ki se navezuje na naravno teologijo (Astronomy and general physics considered with reference to Natural Theology, 1833), in esej Z drugih svetov (Of the Plurality of Worlds, 1853), v katerem je zanikal obstoj življenja na drugih planetih. Whewell je bil eden od profesorjev na univerzi Cambridge, tam ga je spoznal Charles Darwin. Ko se je Darwin vrnil s potovanja je nanj vplival Whewell, tako da mu je svetoval naj postane tajnik Geološke družbe v Londonu. Odprl je razpravo o znanosti, ki temelji na naravni teologiji Stvarnika zakonov narave. 

#### Whewell in Cambridge
V svojem prvem delu Osnove mehanike (An Elementary Treatise on Mechanics, 1819) je v sodelovanju z Georgeom Peacockom in Johnom Herschelom razvil novo metodo poučevanja matematike na Cambridgeu. Njegova dela in publikacije so vplivale tudi na priznavanje moralnih in naravoslovnih vsebin kot del učnega načrta v Cambridgeu. Bil je izvoljen za Master of Trinity College, Cambridge v 1841, položaj je zadržal do svoje smrti leta 1866.

#### Whewellovo zanimanje za arhitekturo
Poleg znanosti se je ukvarjal tudi z arhitekturo. Najbolj znan je bil po svojih spisih o gotski arhitekturi, kjer velja izostaviti njegovo delo Arhitekturna pojasnila o nemških cerkvah (prvič objavljeno leta 1830). V tem delu Whewell izpostavlja strog slog nemških gotskih cerkva. Njegovo delo je povezano s ponovnim odkritjem gotskega sloga (neogotika), za katerega sta zaslužna predvsem ljubiteljski raziskovalec lokalne arhitekture Robert Willis in arhitekt Thomas Rickman. Iz lastnih sredstev je plačal za gradnjo dveh novih sodišč na Trinity College v Cambridgu, ki sta bila zgrajena v neogotskem slogu. Sodišči sta bili dokončani leta 1868 in se danes imenujeta po njem. 

### Filozofija znanosti
Whewellovo najpomembnejše filozofsko področje je filozofija znanosti, ki kjer je nadaljeval z anglosaksonsko tradicijo ukvarjanja s filozofsko/logično indukcijo.

#### Filozofija znanosti: indukcija
Whewell je označil, da je znanje kot ideal subjektivne razsežnosti in objektivne dimenzije in prav to nasprotje med idealoma je pomembno za znanje. Pojasnil je, da sta v vsakem dejanju znanja dva nasprotna elementa, ki ju lahko imenujemo ideje in zaznave. Do Kantove spoznavne teorije o apriornosti prostora in časa je bil kritičen in je na splošno zavračal nemške idealiste zaradi njihovih poudarkov na idealni ali subjektivni element. Hkrati pa se mu je zdela anglosaksonska tradicija empirizma pomanjkljiva. Whewell je iskal  "srednjo pot" (tako kot Francis Bacon) med čistim racionalizmom in ekstremnim empirizmom. Verjel je, da pridobivanje znanja zahteva in vključuje pozornost na idealne in empirične elemente, ideje ter občutke. "Temeljne Ideje" - kot jih je sam imenoval - so rezultat uma in njegove dejavnosti in ne posledica izkušenj. Vendar so izkušnje vedno in povsod prisotne. Zato je um aktivni udeleženec v naših poskusih, da pridobi znanje o svetu. Ideje, kot so prostor, čas, vzrok in podobnost zagotavljajo strukturo ali obliko za množice občutkov, ki jih doživljamo. Zamisli zagotavljajo strukturo splošnih odnosov, ki obstajajo med našimi občutki. Tako nam ideja o prostoru omogoča prijeti predmete (predmet ima obliko, položaj, težo). Vsaka znanost ima temeljno idejo, ki je potrebna za organizacijo znanosti; vesolje je temeljna ideja geometrije, vzrok je osnovna ideja mehanike, in vsebina osnovna ideja kemije. Poleg tega je Whewell pojasnil, da ima vsaka temeljna ideja nekatere "predstave", ki so vključene v njej; te predstave so "posebne spremembe" ideje, ki se uporabljajo za posebne vrste okoliščin. Na primer, pojmovanje sile je modifikacija ideja z razlogom, ki se uporablja na primeru gibanja. 
V svojem delu o Filozofski induktivni znanosti (The Philosophy of the Inductive Sciences, 1840) je prvi uporabil izraz "consilience", o ujemanju dokazov, da bi razpravljal o poenotenju znanja med različnimi vejami učenja. Whewell je analiziral induktivno sklepanje v treh korakih:
- izbor temeljne ideje, kot so prostor, število, vzrok ali podobnosti;
- nastajanje zasnove ali več posebnih spremenjenih idej, kot sta krog, enotne sile, itd.;
- določitev logične moči/vrednosti.

#### Filozofija znanosti: potrditev
Whewell je z namenom da doseže svoj univerzalni zakon gravitacije (inverzni kvadrat) uporabil Newtonovo obliko sklepanja, ki jo je označil kot odkritje indukcije. Del tega procesa je Newton upodobil tretji knjigi Principov. Ti predlogi so empirični zakoni, ki so povzeti iz nekaterih pojavov (ki so opisani v prejšnjem poglavju knjige III Principia). Prvi tak predlog ali zakon je, da se sile, s katerimi planeti nenehno krožijo počasi nagibajo k centru Jupitrove osi in obratno (kot kvadratov razdalj v krajih teh planetov iz tega centra). Rezultat drugega zakona je, da je indukcija ločena od gibanja planetov ter, da so sile, s katero se primarni planeti nenehno nagibajo k soncu in tudi v obratni smeri  (kot kvadratov razdalj v krajih teh planetov iz središča sonca). Newton je videl, da so ti zakoni, kot so tudi ostali rezultati številnih različnih indukcij in sovpadajo z obstojem obratne kvadratne privlačne sile kot vzrok različnih pojavov. Newton je bil takrat sposoben, da bi skupaj z induktivnimi zakoni in s pomočjo dejstev drugih vrst zakonov ustvarili nov zakon in sicer univerzalni gravitacijski zakon: " Vsa telesa se medsebojno privlačijo s silo gravitacije, ki je obratna kot kvadrat razdalje." Videl je da je inverzno-kvadratna sila privlačna, če so vzrok te sile različna satelitska gibanja, gibanja planetov, in padanja teles. Newton je bil sposoben opravljati bolj splošno indukcijo, na njegov univerzalni zakon. Whewell je nato še naprej razpravljal o resnici teorije. In sicer skladnost pri resnični teorij je, da sistem postane bolj koherenten (se dodatno podaljša). Elementi, ki jih potrebujejo za razlago novih dejstev so že vsebovane v našem sistemu. V lažni teoriji pa je ravno nasprotno. Skladnost se pojavi, ko smo sposobni razširiti našo hipotezo, v nov razred pojavov brez sprememb hipoteze. (Ko Newton razširi svojo teorijo o privlačni sili ki razlaga o gibanju planetov in Luninega gibanja, v razredu "plimovanja" mu ni treba dodati nobene nove predpostavke za teorijo, o plimovanju.) Po drugi strani pa je Whewell pojasnil, da Flogistonska teorija, ki razlaga o pojavih povezanih s kombinacijo kemije, ni mogoče razširiti na nov razred (zaradi teže predmetov, ki bi lahko bila negativna). Tako skladnost lahko razumemo kot vrsto consilience (nekaj kar se dogaja v daljšem časovnem obdobju).  Whewell pa je še pripomnil, da sta merili consilience in koherence  v resnici komaj drugačni.

#### Filozofija znanosti: neizogibna resnica
Še posebej zanimiv vidik filozofije je Whewellova trditev o znanosti, da lahko empirična znanost doseže potrebne resnice. Pojasnjuje da je bila ta očitno protislovna trditev po njegovem mnenju končni problem filozofije. Vse skupaj je pojasnil s pomočjo sklicevanja na njegovo antitetično epistemologijo. Potrebne resnice so resnice, ki so znane kot splošne resnice (a priori) ali pa posledica zamisli in so nam tako že vnaprej znane. Whewell zvrača Kantovo teorijo, ki pravi, da so potrebne resnice sintetična izrecna zavrnila. Uporaba primera "7 + 8 = 15," Whewell trdil, da se nanašamo na naše predstave o številu 7 in 8, in takoj ko si to predstavo ustvarimo nam je razvidno, da mora biti njuna vsota 15. To pomeni, da zgolj s poznavanjem pomena števila sedem in osem in njune predstave vidimo, da izhaja nujno, da "7 + 8 = 15". Ko so nam ideje in predstave pojasnjene, tako da razumemo njihov pomen, moramo resnice, ki izhajajo iz njih obravnavati kot nujno potrebne.  Whewell je predlagal, da je treba prvi zakon gibanja obravnavati kot potrebno resnico, saj si tako lahko predstavljamo idejo vzroka in pojmovanje sil. To je razlog, zakaj je potrebno, da empirično znanost vidimo kot potrebno resnico: kajti, kot smo videli zgoraj, je  empirična znanost potrebna za razlaganje idej. Tako tudi Whewell trdi, da resnice v znanosti ne potrebujemo dokazovati s poskusi, ker nam je kasneje razvidno, da je znanost neodvisna. To pomeni, da ko je treba pojasniti ustrezne ideje, je potrebna samo povezava med idejo in empirično resnico. Whewell tako pojasnjuje, da "čeprav je bil za odkritje prvega zakona narejen eksperiment, smo sedaj dosegli stališče, v katerem smo videli, da bi bilo prav tako gotovo znano in bi bilo res neodvisno od izkušenj".

## Navedki
Vsaka napaka je korak k uspehu (Every failure is a step to success)
Zunanjega sveta ne moremo opazovati, ne moremo opazovati brez misli. Niti se ne moremo izogniti, da ne bi bile misli pod vplivom sveta, ki ga zaznavamo. (We cannot observe external things without some degree of Thought; nor can we reflect upon our Thoughts, without being influenced in the course of our reflection by the Things which we have observed.)
Pravi test za veljavnost teorij je, da znajo napovedati pojave (It is a test of true theories not only to account for but to predict phenomena.)

## Anekdota
Angleški polihistor William Whewell je bil zelo razgledan in je na jezo svojih kolegov strokovno lahko diskutiral o kateri koli temi v zbornici na Trinity kolidžu. Da bi ga spravili v zadrego, so zbrali vrsto priročnikov, vključno s staro enciklopedijo, in izbrali za predmet pogovora neznana kitajska glasbila. Marljivo so študirali več dni in naslednjo nedeljo po večerji začeli o njih razpravljati. Tisti, ki o zaroti niso nič vedeli, so bili začudeni nad nepričakovanim znanjem svojih kolegov; celo Whewell je bil nekaj časa tiho. Nato pa se je obrnil na enega od zarotnikov in mu pripomnil: 

»Mislim, da ste v enciklopediji prebrali članek o kitajskih glasbilih, ki sem ga napisal že pred časom.«

## Dela
Za čas njegovega življenja je bilo objavljenih več kot približno 150 njegovih knjig, člankov, znanstvenih razprav, poročil družbe, kritik in prevodov v različne jezike (večina  prevodov je nemških). Neobjavljena pisma Williama Whewella so zbrana v njegovi zbirki, ki jo hrani knjižnica Univerze v Cambridgeu.

## Pomembnejše objave
- (1831) “Review of J. Herschel's Preliminary Discourse on the Study of Natural Philosophy
- (1830),” Quarterly Review, 90: 374–407.
- (1833) Astronomy and General Physics Considered With Reference to Natural Theology (Bridgewater Treatise), London: William Pickering.
- (1840) The Philosophy of the Inductive Sciences, Founded Upon Their History, in two volumes, London: John W. Parker.
- (1844) “On the Fundamental Antithesis of Philosophy,” Transactions of the Cambridge Philosophical Society, 7(2): 170–81.
- (1845) The Elements of Morality, including Polity, in two volumes, London: John W. Parker.
- (1846) Lectures on Systematic Morality, London: John W. Parker.
- (1847) The Philosophy of the Inductive Sciences, Founded Upon Their History, 2nd edition, in two volumes, London: John W. Parker.
- (1848) “Second Memoir on the Fundamental Antithesis of Philosophy,” Transactions of the Cambridge Philosophical Society, 8(5): 614–20.
- (1849) Of Induction, With Especial Reference to Mr. J. Stuart Mill's System of Logic, London: John W. Parker
- (1850) “Mathematical Exposition of Some Doctrines of Political Economy: Second Memoir,” Transactions of the Cambridge Philosophical Society, 9: 128–49.
- (1852) Lectures on the History of Moral Philosophy, London: John W. Parker.
- (1853) Of the Plurality of Worlds. An Essay, London: John W. Parker.
- (1857) “Spedding's Complete Edition of the Works of Bacon,” Edinburgh Review, 106: 287–322.
- (1857) History of the Inductive Sciences, from the Earliest to the Present Time, 3rd edition, in two volumes, London: John W. Parker.
- (1858a) The History of Scientific Ideas, in two volumes, London: John W. Parker.
- (1858b) Novum Organon Renovatum, London: John W. Parker.
- (1860a) On the Philosophy of Discovery: Chapters Historical and Critical, London: John W. Parker.
- (1860b) “Remarks on a Review of the Philosophy of the Inductive Sciences,” letter to John Herschel, 11 April 1844; published as essay F in 1860a.
- (1861) The Platonic Dialogues for English Readers, London: Macmillan.
- (1862) Six Lectures on Political Economy, Cambridge: The University Press.
- (1864) The Elements of Morality, Including Polity, 4th edition, with Supplement, Cambridge: The University Press.
- (1866) “Comte and Positivism,” Macmillan's Magazine, 13: 353–62.

### Drugotni viri
Seznam drugotnih virov o Williamu Whewellu. Nobeno od njegovih del ni prevedeno v slovenščino, prav tako nobenega drugotnega vira.